# 藏学
藏学（英語：Tibetology；藏語：བོད་རིག་པ་，威利转写：bod-rig-pa）。由于西藏是藏区的主体，藏学也被称作西藏學，是指西藏传统文化，涵盖语言文字、佛学、历史、文学、因明逻辑学、哲学、医学、数学、天文历算、风水占卜、雕塑绘画、建筑、制造工艺、音乐舞蹈、戏剧、体育、吉庆丧葬、饮食服饰、生活习俗等，跨越社会科学、自然科学、艺术科学、精神文化、物质文化、社会组织文化等许多学科。